# A11高速公路 (義大利)
A11高速公路（義大利語：Autostrada A11），又稱佛羅倫斯-海洋高速公路（Autostrada Firenze-Mare），是義大利一條高速公路，自佛羅倫斯往西，經盧卡至比薩北部。全長81.7公里。
1928年動工，1933年8月5日通車。1970年一段長18公里、由盧卡到維亞雷焦的支線通車。全段是歐洲E76公路的一部份。